# Conte di Parigi

Stemma del Conte di Parigi

Il titolo di Conte di Parigi (in francese Comte de Paris) era un titolo nobiliare francese esistente in epoca carolingia relativo al distretto circostante Parigi.
Il Conte di Parigi era successivamente eletto al trono di Francia.
Il titolo si estinse quando Parigi divenne città reale, ma fu successivamente riutilizzato dai pretendenti orleanisti al trono di Francia per porli in relazione all'antico casato capetingio. Attualmente è utilizzato dal principe Giovanni, conte di Parigi.

## Guideschi
- Bodilon[1]
- Guerino di Poitou (679)
- Grimgert

## Pipinidi
- Grifone (751-753), figlio di Carlo Martello e della sua seconda moglie Swanachilde

## Girardidi
- Gerardo I (752-778)[2]
- Stefano (778-811), figlio del precedente
- Begone (815-816), fratello del precedente
- Leotardo I (816), fratello di Begone e conte di Fézensac
- Gerardo II (816 - circa 840), figlio del precedente e fratello di Adalardo il Siniscalco, duca del Viennois
- Leotardo II (circa 841- circa 858), figlio di Begone
- Adalardo (877), conte palatino, padre di Adelaide, moglie di Luigi II di Francia

## Guelfi
- Corrado (858-859)
- Joseph (902-906)

## Robertingi
- Oddone, anche Re dei Franchi Occidentali (fino all'888)
- Roberto, anche conte di Blois, Anjou, Tours e Orléans, margravio di Neustria e Re dei Franchi Occidentali (888-923)
- Ugo il Grande (923-956)
- Ugo Capeto (956-996), anche Re di Francia

## Bouchardidi
- Bouchard I il Venerabile (1005), anche conte di Vendôme, Corbeil e Melun
- Reginaldo, anche vescovo di Parigi

## Orleanismo
Il titolo fu riutilizzato molto più tardi e fu usato da tre pretendenti al trono di Francia:
- Luigi Filippo, conte di Parigi (1838-1894). I monarchici orleanisti francesi si riferivano a lui come "Luigi Filippo II" e, in seguito, alla morte di Enrico, conte di Chambord, fu riconosciuto da quasi tutti i monarchici francesi come principe ereditario; talvolta era chiamato Filippo VII.
- Enrico, conte di Parigi (1908-1999)
- Enrico d'Orléans, conte di Parigi, duca di Francia (1933-2019)
- Giovanni d'Orléans, conte di Parigi, duca di Francia (nato nel 1965)

Il titolo fu assegnato da Luigi Filippo I a suo nipote Filippo in segno di gratitudine verso la città di Parigi e in riferimento agli antecessori della famiglia capetingia.
A partire dal 1830, vi erano state intense discussioni tra i monarchici francesi. Un gruppo, denominato "legittimisti", riconoscevano il ramo più anziano della famiglia come linea ereditaria per la monarchia, mentre un altro gruppo, denominato "orleanisti", riconosceva Luigi Filippo ed i suoi eredi. Nel 1883, alla morte di Enrico, conte di Chambord, il ramo anziano della famiglia si estinse.
In linea ereditaria, il successore era Giovanni Carlo di Borbone-Spagna, conte di Montizón, ma la maggior parte dei legittimisti riconobbe Filippo, conte di Parigi, come erede al titolo di conte di Chambord, poiché il Re Filippo V di Spagna, antenato del conte di Montizon, aveva rinunciato ai suoi diritti al trono di Francia in seguito al Trattato di Utrecht ma la questione era complicata dal fatto che nel XVIII secolo, per due volte, il Parlamento di Parigi aveva considerato illegittima tale rinuncia perché un trattato internazionale non poteva modificare le leggi fondamentali della Francia e comunque, secondo alcuni, tale rinuncia sarebbe stata subordinata al fatto che il capo di questo ramo fosse sul trono spagnolo, situazione modificata dall'ascesa al trono di Isabella II di Spagna nel 1833. Un gruppo minoritario di monarchici si rifiutò così di riconoscere la validità di tali rinunce.
Attualmente essi riconoscono come erede al trono di Francia Luigi Alfonso di Borbone-Dampierre, duca d'Angiò.
Perciò, attualmente il conte di Parigi è il pretendente orleanista al trono di Francia.